# Schwalbe Women's One Day Classic
De Australische wielerwedstrijd Schwalbe Women's One Day Classic is een eendaagse wedstrijd voor vrouwen, verreden in en rond de stad Adelaide. De eerste editie vond plaats op 26 januari 2025 en werd gewonnen door de Franse Clara Copponi.
De organisator van deze wedstrijd, Santos Tour Down Under, is dezelfde als die van de Tour Down Under en vindt plaats daags na de vrouweneditie van die wedstrijd. De wedstrijd is onderdeel van de UCI Women's ProSeries.

## Winnaressen
| Jaar | Afstand | Eerste        | Tweede        | Derde            |
| ---- | ------- | ------------- | ------------- | ---------------- |
| 2025 | 90 km   | Clara Copponi | Georgia Baker | Rachele Barbieri |

### Overwinningen per land
| Overwinningen | Land      |
| ------------- | --------- |
| 1             | Frankrijk |

Schwalbe Women's One Day Classic · 
Ronde van Valencia · 
Wielerweek van Valencia · 
GP Oetingen · 
Nokere Koerse · 
Dwars door Vlaanderen · 
Brabantse Pijl · 
Clásica Féminas de Navarra · 
Veenendaal-Veenendaal Classic · 
Ronde van Thüringen · 
GP Fourmies · 
Grote Prijs van Stuttgart · 
Ronde van Emilia · 
GP Ciudad de Eibar · 
Ronde van de Drie Valleien